# Abacena rectilinea
Abacena rectilinea är en fjärilsart som beskrevs av George Francis Hampson 1918. Abacena rectilinea ingår i släktet Abacena och familjen nattflyn. Inga underarter finns listade i Catalogue of Life.